# 노나미 마호
노나미 마호(野波 麻帆, 1980년 5월 13일 ~ )는 일본의 배우이자 스타일리스트이다. 도쿄도에서 태어났으며, 소속사는 도호 예능이다.

## 내력
1996년 릿쿄여학원 중학교를 졸업, 동 고등학교에 다니고 있었으나, 제4회 도호 신데렐라 오디션에서 그랑프리를 수상한 후 연예계 활동도 시작했기 때문에, 고등학교 1학년 2학기부터 호리코시 고등학교로 전학한다.
2009년 드라마 《세레브리3》로 연속 드라마 첫 주연을 맡았다.

## 출연

### 영화
- 2003년 《섬머 누드》
- 2003년 《2LDK》
- 2005년 《좋아해》
- 2007년 《디어 프렌드》
- 2008년 《바티스타 수술 팀의 영광》 호시노 쿄코 역
- 2010년 《퍼레이드》
- 2022년 《오늘 밤, 세계에서 이 사랑이 사라진다 해도》

### 드라마
- 2008년 《33분 탐정》 아이 역
- 2009년 《세레브리3》
- 2010년 《모테키》 도이 아키 역
- 2011년 《도쿄 컨트롤~도쿄항공관제부》 나카지마 하루 역
- 2011년 《가정부 미타》 카자마 미에 역
- 2012년 《망상수사: 구와가타 고이치 준교수의 스타일리시한 생활》
- 2012년 《도쿄 에어포트~도쿄 공항 관제 보안부~》 나카시마 하루 역

### 뮤직 비디오
- 포르노그라피티 〈조바이로〉 (2005년)
- 가미지 유스케 〈히토〉 (2010년)